# Capitol, Göteborg

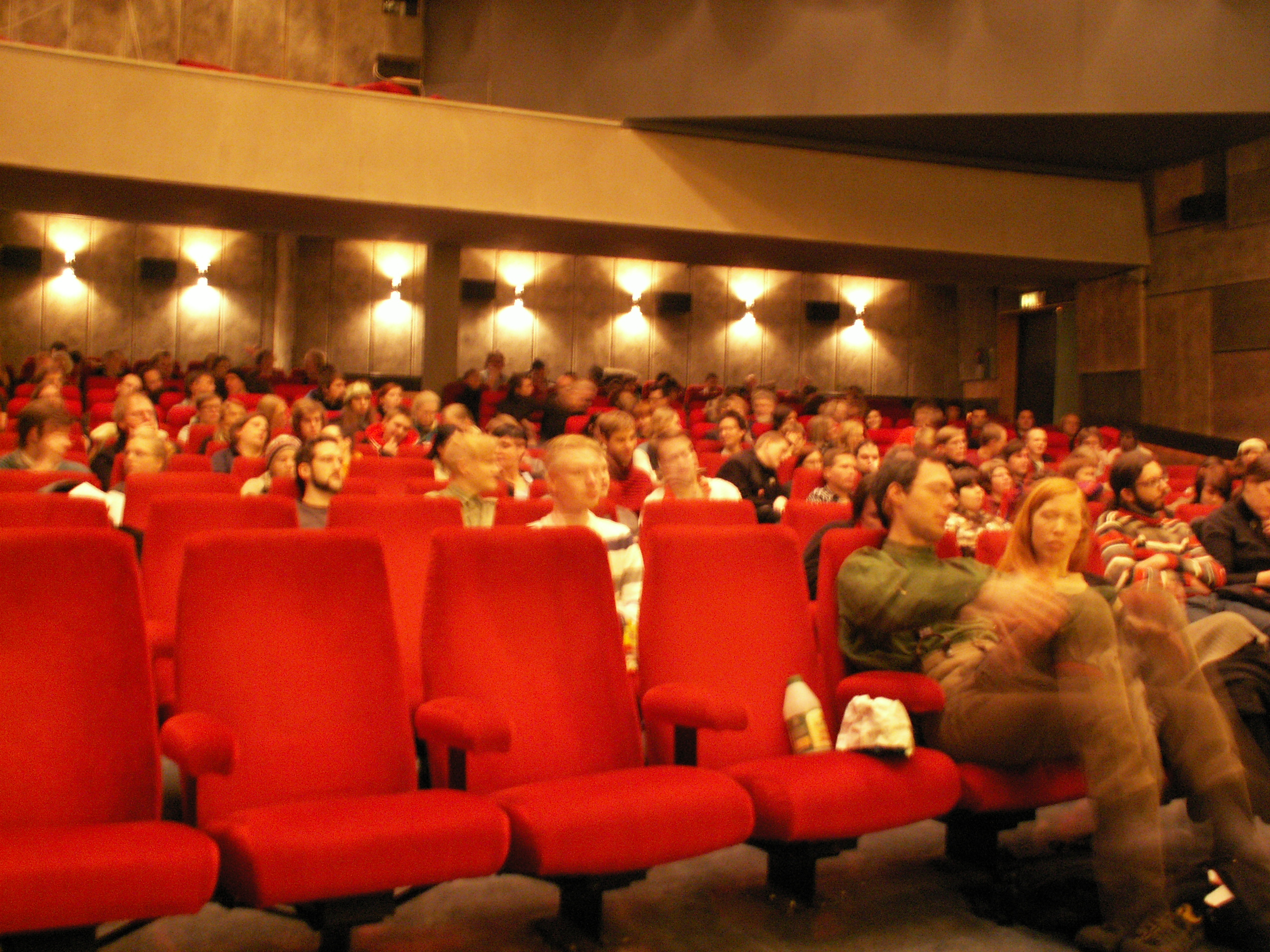
Salongen i Bio Capitol, februari 2009. Filmen för dagen var Cinematekets visning av Nausicaä från Vindarnas dal (svensk smygpremiär).

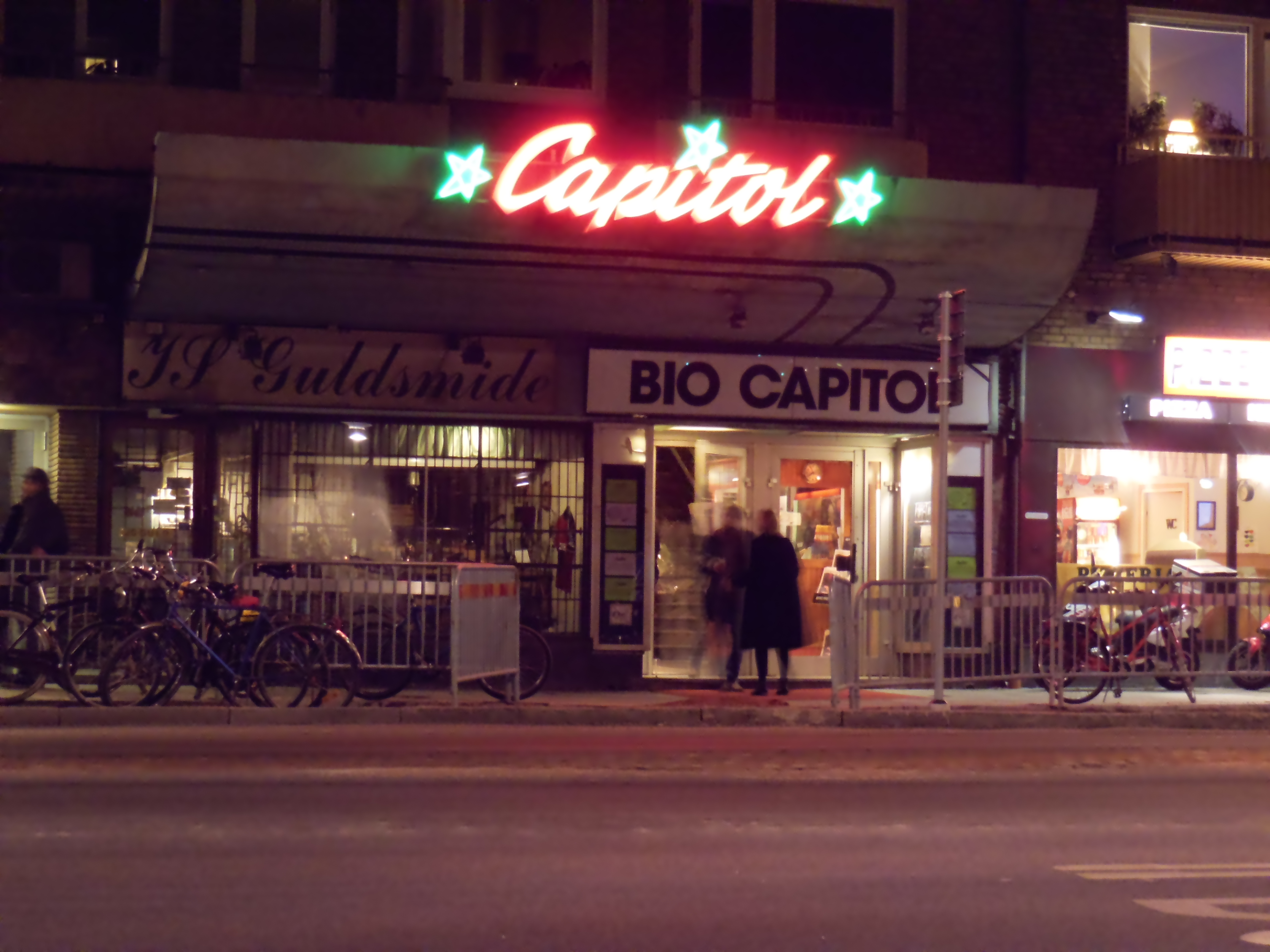
Entrén till biografen i mars 2013.

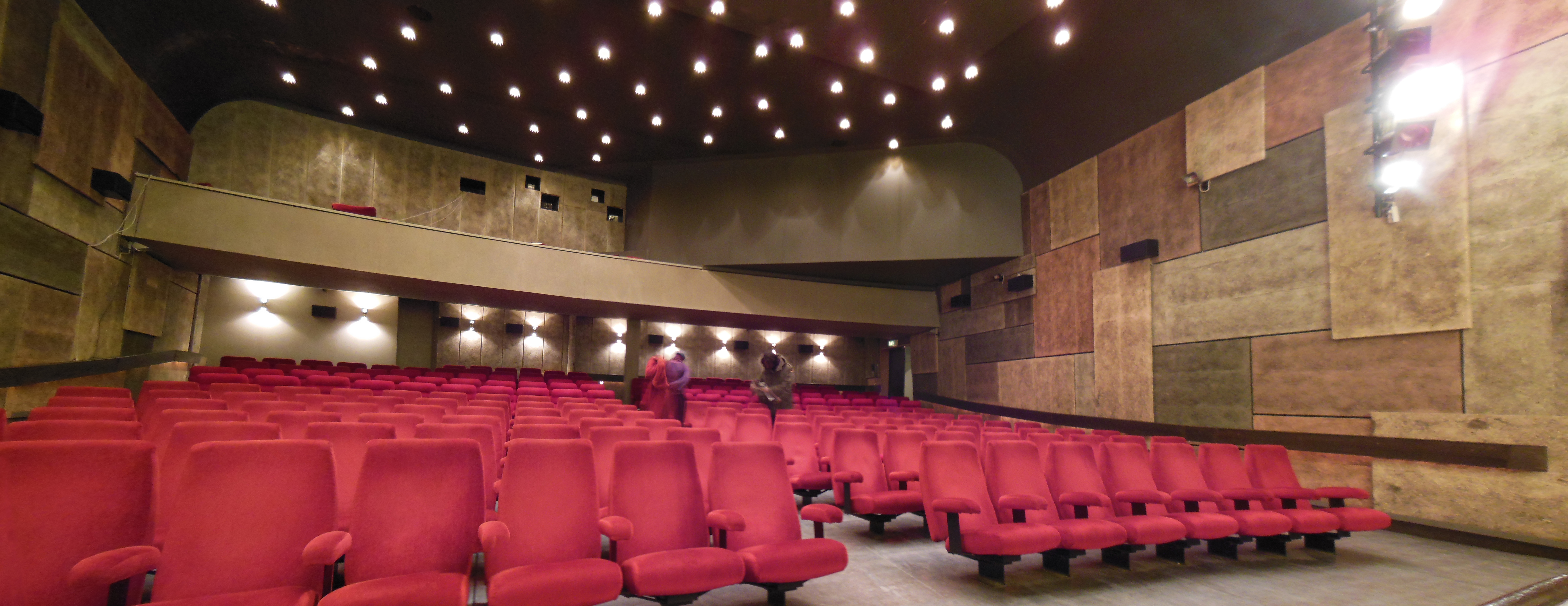
Salong 1 på nypremiärdagen 2013.

Capitol är en biograf intriktad på kvalitetsfilm vid Skanstorget i Göteborg. Invigningen ägde rum 21 november 1941. Åren 1973-1988 drevs den under namnet Nya Boulevard för att 1988 nyöppna under namnet Bio Capitol. 2013 gjorde biografen en nystart, i ny regi och under sitt ursprungliga namn. Från hösten 1999 har biografen använts som visningslokal för Svenska Filminstitutets filmklubb Cinemateket.

## Historik

### 1941–1973 – Capitol
Den ursprungliga biografen Capitol öppnade 21 november 1941, ritad av arkitekt Nils Olsson. Ägare var J. Alfred Olsson med Biograf AB Båken. Premiärfilm var Cobra (en:Moon Over Burma) med Dorothy Lamour och antalet platser var 458. Över entrén monterades en baldakin med neon. Biofåtöljerna hade tillverkats i björk och var klädda med sammet i engelskt rött. Tak och väggar var gula med en panel i nederkant i terrakotta. Capitol övertogs från den 27 september 1943 av Royal Film. År 1959 utfördes en större renovering, då salongen fick sitt nuvarande utseende. Så kallade stramitplattor täckte väggarna och arrangerades i fyrkantiga fält, oregelbunddet placerade. Glödlamporna i taket i stjärnformade hållare, placerades oregelbundet efter stjärnbilder. I foajén sänktes taket.
I oktober 1965 gick Royal Film upp i Sandrews. Capitol stängde i juni 1973.

### 1973–1988 – Nya Boulevard
De nya ägarna Gösta och Peter Fornstam öppnade här porrbiografen Nya Boulevard 13 augusti 1973. Samtidigt togs en mittgång upp i stolsfältet, stolarna byttes ut mot röda fåtöljer och radavstånden ökades. Antalet platser var 366. 1988 lades biografen ner.

### 1988–2012 – Bio Capitol
Ulf Berggren och Clas Gunnarsson öppnade biografen, under namnet Bio Capitol, 22 oktober 1988. Efter 1997 ägdes den bara av Gunnarsson via Biograf AB Cinema i Göteborg.
Trots vissa uppehåll hade man verksamhet fram till 2012, bland annat med visningar av Cinematekets filmer. Under en kort period användes den lilla salongen med 18 platser, Lilla Capitol, som öppnade 1991. 1997 renoverades hela biografen, och de galonaktiga stolarna kläddes om i plysch. Biografen upphörde den 21 april 2006 med traditionella filmvisningar. Filmklubben Cinemateket blev dock kvar och Bio Capitol fick vidare behålla sin status som filmfestivalbiograf. Utöver det förlade filmvetenskapsutbildningen på universitetet samt Filmhögskolan sina filmvisningar till biografen. Man var nära nedläggning våren 2008 och uppbar, fram till 2012, verksamhetsstöd från Västra Götalandsregionen. I slutet av 2012 upphörde samarbetet med Cinemateket (som för 2013 hyrt in sig på Hagabion) och Filmfestivalen på grund av biografens osäkra framtid, och i december samma år stängdes biografen.

### 2013–, Capitol
Under 2013 köptes biografen av tre tidigare anställda, Katarina Lorentzon, Gunnar Johansson och Mattias Mattsson. De hade den 17 december 2012 registrerat Biografmaskinisterna vid Skanstorget Ekonomisk förening med verksamhet/ändamål: "Föreningen har till ändamål att främja medlemmarnas ekonomiska intressen och bedriva biografverksamhet och därmed förenlig verksamhet"
. Den 1 mars 2013 öppnade de biografen igen, under det ursprungliga namnet Capitol, och med den ursprungliga premiärfilmen Cobra (en:Moon Over Burma) från 1941. De nya ägarna har digitaliserat biografen, men de behåller de gamla 35-millimeterprojektorerna. Planen är att visa två föreställningar om dagen. Filmutbudet ska enligt ägarna vara "kulturellt men samtidigt lättillgängligt" och man säger sig vilja positionerna sig som en biograf "mittemellan de kommersiella biograferna och Hagabion".
Hösten 2013 återupptogs på nytt samarbetet med Cinemateket, som (höst och vår) visar filmer tisdag, lördag och söndag. På tisdagar ersätter Cinematekets två kvällsvisningar det ordinarie bioprogrammet.
Den 13 september 2013 öppnades återigen Capitols lilla salong (18 platser) för ordinarie visningar efter att ha varit stängd i flera år.
Hösten 2013 startade filmstudion De ungas val (en öppen filmklubb) med mål att vara ett cinematek för yngre publik. Den visar under söndagseftermiddagar film som ungdomar 11-13 år har valt ut.